# O Jogador (romance)
O Jogador ou Um Jogador - Apontamentos de um Homem Moço é uma obra de Fiódor Dostoiévski, considerado um "romance maravilhoso" por Thomas Mann, lançada em 1867, cuja história é relatada em primeira pessoa por Alexei Ivánovitch, um jovem com grande carácter crítico que, no entanto, carece de objetivos na vida.

## Personagens
- General: viúvo e aposentado; 55 anos; padrasto de Polina; sobrinho de Antonida Vassilievna; tem uma dívida com Monsieur Des Grieux e pretende se casar com Mademoiselle Blanche.
- Micha e Nádia: filhos do General.
- Polina: enteada do General (Antonida Vassilievna a chama de Praskóvia).
- Alexei Ivânovitch: 25 anos; preceptor dos filhos do General; é apaixonado por Polina.
- Maria Filippovna: irmã do General.
- Fedóssia: babá dos filhos do General.
- Antonida Vassilievna: 75 anos; tia do General, chamada por todos de avó, exceto Potápytch e Marfa (que a chamam de mãezinha) e o General (que a chama de titia).
- Potápytch: mordomo de Antonida Vassilievna.
- Marfa: criada de Antonida Vassilievna.
- Mademoiselle Blanche: francesa, prima de Monsieur Des Grieux (é também chamada de Mademoiselle de Cominges, Mademoiselle Zelma e Mademoiselle du Placet).
- Monsieur Des Grieux: francês, primo de Mademoiselle Blanche; é credor do General.
- Madame Veuve Cominges: francesa, mãe de Mademoiselle Blanche.
- Mister Astley: inglês, amigo de Alexei Ivânovitch.
- Barão Wurmerhelm e Baronesa Wurmerhelm: casal de alemães.
- Nílski: chamado simplesmente de príncipe.

## Enredo
A história decorre na cidade imaginária de Roletemburgo, na Alemanha, num ambiente de casinos. Aleksei Ivánovitch trabalha num hotel como preceptor para a família de um general, mas cedo começa a aperceber-se de que algo não corre bem no seio daquela família. Polina Alexandrovna, que mantinha uma relação de amor/ódio com Ivánovitch, pede certo dia ao seu "escravo" (o próprio Aleksei assim se denominava) que fosse jogar na roleta por ela, pois necessitava urgentemente de dinheiro, porém deixa de contar qualquer tipo de pormenores.  
Aleksei, analisando a presença no hotel de dois franceses matreiros, Des Grieux e Mlle. Blanche, desconfia de que o general e a sua enteada Polina têm uma enorme dívida para com os franceses. Mantendo diversos diálogos com um inglês seu amigo, Mister Astley, Aleksei Ivánovitch vai desvendando aos poucos o véu: O general havia hipotecado suas propriedades a Des Grieux, e aguardava, por isso, pela morte de sua avó de modo a que herdasse fortuna suficiente para pagar a dívida.  
Os planos de Des Grieux e Mlle. Blanche parecem bem encaminhados, até que a própria avó aparece inesperadamente em Roletemburgo, onde se vicia na roleta e perde uma fortuna, impedindo o casamento entre o seu neto e Mlle. Blanche. Quando a fortuna se perde, inicia-se uma brutal modificação em quase todas as personagens, que mostram assim os seus fracos e os seus desequilíbrios mentais. Des Grieux desaparece e não mais é visto. Polina enlouquece e foge também com Mr. Astley.  
O general fica louco, entre outros motivos por se ver completamente arruinado financeiramente e não poder mais casar com Mlle. Blanche, que amava de forma doentia, mas depois a reencontra em Paris antes de morrer. Aleksei Ivánovitch estoura toda a fortuna que ganhara na roleta em Paris com Mlle. Blanche, dando uma autêntica réplica de como vivem os jogadores compulsivos: Gastar todo o dinheiro sem preocupações para voltar a apostar na roleta.  
Anos depois, Aleksei Ivánovitch encontra Mr. Astley na Alemanha, em Homburgo, que lhe conta que vem da parte de Polina. Astley conta o que Polina sentia por ele, mas afirma que Aleksei, mesmo sabendo do amor de Polina, ficará eternamente agarrado ao jogo por ser um homem destruído. O final trágico confirma-se quando Ivánovitch, recebendo uma pequena quantia do seu amigo Astley, termina a história com um conflito interior: Gastar o dinheiro para ir à Suíça ver Polina ou gastar tudo na roleta. Alexis recorda que, sete meses atrás em Roletemburgo, ao decidir apostar seu derradeiro florim que restara, acabou ganhando. 

## Edições
- Dostoiévski, Fiódor. O Jogador. Lisboa: Guimarães, 1939.
- Dostoiévski, Fiódor. O Jogador. Porto: Progredior, 1943.
- Dostoiévski, Fiódor. O Jogador. Lisboa: Guimarães, 1946.
- Dostoiévski, Fiódor. O Jogador. Porto: Crisos, 1954.
- Dostoiévski, Fiódor. O Jogador. Porto: Progredior, 1956.
- Dostoiévski, Fiódor. O Jogador. Lisboa: Guimarães, 1960.
- Dostoiévski, Fiódor. O Jogador. Lisboa: Verbo. 1960.
- Dostoiévski, Fiódor. O Jogador e Outras Obras. Lisboa: Estúdios Cor, 1965.
- Dostoiévski, Fiódor. O Jogador. Porto: Progredior, 1965.
- Dostoiévski, Fiódor. O Jogador. Lisboa: Verbo. 1970.
- Dostoiévski, Fiódor. O Jogador/Noites Brancas. Rio de Janeiro: Editora Nova Aguilar. 1976. Tradução de Oscar Mendes.
- Dostoiévski, Fiódor. O Jogador. Lisboa: Europa-América. 1991.
- Dostoiévski, Fiódor. O Jogador. Lisboa: Guimarães, 1999.
- Dostoiévski, Fiódor. O Jogador. Lisboa: AbrilControlJornal, 2000.
- Dostoiévski, Fiódor. O Jogador: dos Apontamentos de um Jovem. Lisboa: Presença. 2001.
- Dostoiévski, Fiódor. O Jogador: dos Apontamentos de um Jovem. Lisboa: Presença. 2002.
- Dostoiévski, Fiódor. O Jogador: dos Apontamentos de um Jovem. Lisboa: Presença. 2004.
- Dostoiévski, Fiódor. Um Jogador. São Paulo: Editora 34. 2004. Tradução de Boris Schnaiderman.
- Dostoiévski, Fiódor. O Jogador. Lisboa: Público. 2004.
- Dostoiévski, Fiódor. O Jogador. Lisboa: Relógio d'Água. 2007.
- Dostoiévski, Fiódor. O Jogador: dos Apontamentos de um Jovem. Lisboa: Presença. 2007.
- Dostoiévski, Fiódor. O Jogador. Matosinhos: Quidnovi. 2008.
- Dostoiévski, Fiódor. O Jogador. Lisboa: Relógio d'Água. 2009.
- Dostoiévski, Fiódor. O Jogador: dos Apontamentos de um Jovem. Lisboa: Presença. 2009.
- Dostoiévski, Fiódor. O Jogador: dos Apontamentos de um Jovem. Lisboa: Presença. 2012.
- Dostoiévski, Fiódor. O Jogador (Das Memórias de um Jovem). São Paulo: Companhia das Letras. 2017. Tradução de Rubens Figueiredo.